# Albrecht-von-Graefe-Medaille
Die Albrecht-von-Graefe-Medaille ist eine Ehrung für besondere Verdienste in der medizinischen Wissenschaft, Forschung und Lehre.

## Vergabe
Die Berliner Medizinische Gesellschaft verleiht seit 1981 in unregelmäßigen Abständen diese Wissenschaftsmedaille, die nach dem Begründer des Fachs der Augenheilkunde, dem deutschen Mediziner Albrecht von Graefe, benannt ist. Albrecht von Graefe war zudem der erste Vorsitzende der Gesellschaft.

## Medaille
Der Avers zeigt das Idealportrait von Albrecht von Graefe im Profil sowie in Umschrift seinen Namen und seine Lebensdaten. Auf dem Revers sind in Versalien die Worte „Berliner Medizinische Gesellschaft“ geprägt.
Die Münze ist vermutlich in Silber angefertigt.

## Geschichte
Vor der Verleihung der Medaille an Robert Gallo im Jahr 2002 stellte man fest, dass alle Medaillen vergeben waren. So wurde 2001 die Medaille von Ernst Ruska aus dem Archiv der Max-Planck-Gesellschaft ausgeliehen, die als Vorlage für eine Neuprägung diente.
Die Albrecht-von-Graefe-Medaille ist nicht zu verwechseln mit der Graefe-Medaille der Deutschen Ophthalmologischen Gesellschaft (DOG).

## Liste der Preisträger
- 1981: R. Walter Schlesinger
- 1981: Hans Herken
- 1983: Ernst Ruska
- 1984: Heinz-Günter Wittmann
- 2002: Robert Gallo für seine Pionierarbeiten über HIV und die Entdeckung von Chemokinen[2]
- 2003: Helmut Kewitz
- 2005: Klaus Aktories
- 2006: Hans Scherer für seine Erforschung des Gleichgewichtssinns[3]
- 2008: Günter Stock
- 2010: Ivar Roots
- 2015: Gerd-Rüdiger Burmester
- 2017: Michael Foerster für seine Verdienste auf dem Gebiet der onkologischen Ophthalmologie[4]
- 2021: Christian Drosten, Detlev Ganten, Lothar H. Wieler für den „hohen persönlichen Einsatz und die klugen, auf Wissenschaftlichkeit gegründeten Entscheidungen im Verlaufe der COVID-19-Pandemie“[5]